# Na Měsíc a dál
Na Měsíc a dál (v anglickém originále The Series Has Landed) je druhá epizoda první série seriálu Futurama. Poprvé byla vysílána 4. dubna 1999 stanicí Fox.

## Děj
Poté, co je určeno jejich postavení ve společnosti, jsou Fry, Leela (Leela se stane kapitánkou lodi) a Bender seznámeni s dalšími zaměstnanci Planet Express: podnikovým doktorem Johnem Zoidbergem, stážistkou Amy Wong a úředníkem Hermesem Conradem.
Na jejich první misi, pouhém doručení bedny s hračkami na Měsíc, Fry zažije šok. Z Měsíce se stalo pouhé lákadlo pro turisty, představované Luna Parkem, kromě kterého na Měsíci nic není. Historie dobývání Měsíce a programu Apollo se ztratila kdesi dávno v historii a byla nahrazena otravnými písničkami o velrybářích z Měsíce.
Protože Fry chce vidět Měsíc opravdový, při „naučné“ jízdě sjede s vozíkem z dráhy a vydá se s Leelou do měsíční pustiny. Amy bohužel ztratí klíče od lodi, protože jí spadnou do bedny s hračkami do herního automatu.
Protože Fryovi a Leele dojde kyslík, musí si nový odpracovat na farmě. Avšak na farmu se dostane také Bender, který začne svádět farmářovy robodcerušky, což se farmářovi ani trochu nelíbí a začne po něm střílet, a proto Bender spolu s Fryem a Leelou utečou.
Fry a Leela najdou útočiště v kabině Apolla 11 a Amy je, stejně jako Bendera, zachrání díky svým zkušenostem s kniplem herního automatu.

## Postavy
Postavy, které se v této epizodě poprvé objevily:
- Hermes Conrad
- Dr. John Zoidberg
- Amy Wong
- Sal
- Horrible Gelatinous Blob
- Lulu Bell 7
- Daisy Mae 128K
- The Crushinator

## Budoucí výrobky
V této epizodě se vyskytují následující výrobky z budoucnosti:
- Admiral Crunch
- Archduke Chocula
- Orlon Candy

## Předzvěsti
- Když Fry přichytí Benderovi na čelo magnet, začne vyvádět jako folkový zpěvák, kterým se nakrátko stane v epizodě Bendin’ in the Wind.
- Obrovští brouci, které Fry a Leela dojili, se později objevili jako marsovské krávy v epizodě Where the Buggalo Roam.
- Amy kleje kantonsky, pokud je naštvaná. To se později stane ještě v dílu Where the Buggalo Roam.